# أنتوني روز
أنتوني روز (بالإنجليزية: Anthony Rose)‏ (مواليد 27 أبريل 1965) هو ملاكم جامايكي، مثّل بلاده في الألعاب الأولمبية الصيفية 1984.

## روابط خارجية
أنتوني روز على موقع اللجنة الأولمبية الدولية (الإنجليزية)
- أنتوني روز على موقع أوليمبيديا (الإنجليزية)